# IC 4921
IC 4921 је лентикуларна галаксија у сазвјежђу Паун која се налази на листи објеката дубоког неба у Индекс каталогу.
Деклинација објекта је - 67° 49' 33" а ректасцензија 20h 3m 19,3s. Привидна величина (магнитуда) објекта IC 4921 износи 14,3 а фотографска магнитуда 15,3. IC 4921 је још познат и под ознакама ESO 73-20, IRAS 19583-6758, PGC 64037.